# Drosophila zophea
Drosophila zophea är en tvåvingeart som beskrevs av Léonidas Tsacas 2004. Drosophila zophea ingår i släktet Drosophila och familjen daggflugor.
Artens utbredningsområde är Centralafrikanska republiken och Nigeria.